# Hans-Georg Großmann

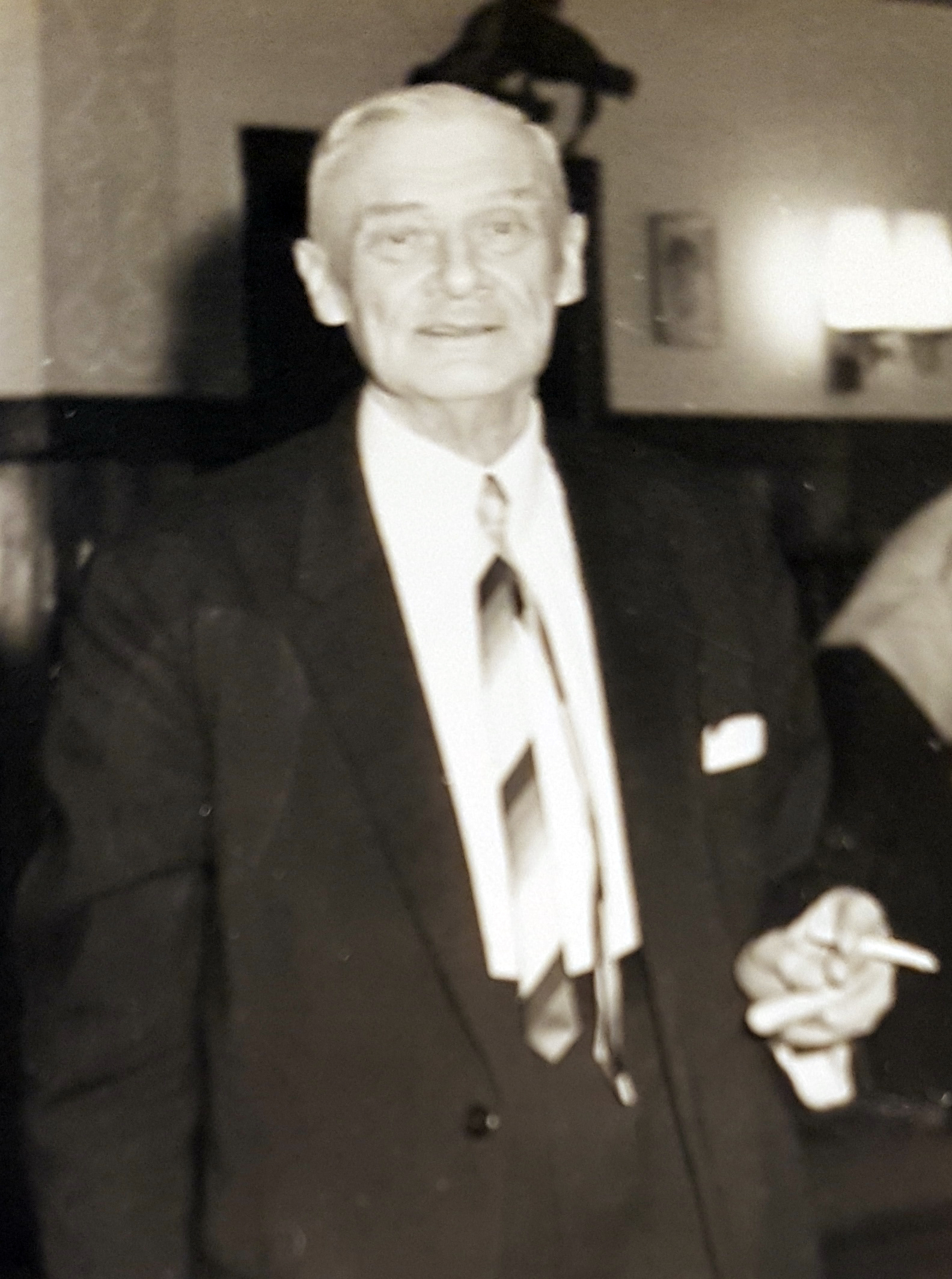
Professor Dr. Hans-Georg Großmann während seiner Verabschiedungsfeier im Klubhaus des Bezirkskrankenhauses Brandenburg/Havel, 1973

Robert Hans-Georg Großmann (* 11. Februar 1901 in Potsdam; † 1. Dezember 1976) war ein deutscher Gynäkologe und Gewerkschafter. Er war Vorsitzender der Gewerkschaft Gesundheitswesen im FDGB.

## Leben
Großmann, Sohn eines Angestellten, besuchte die Volksschule und das Gymnasium. Von 1919 bis 1925 studierte er Medizin. 1925 erfolgte seine Approbation und Promotion zum Dr. med. Ab 1929 war er als Facharzt für Frauenkrankheiten und Geburtshilfe tätig. In der NS-Zeit wurde er aus rassischen Gründen benachteiligt. Er war als Arzt in Suhl und Berlin tätig. 
1946 wurde er Mitglied der SPD, dann der SED. Er wirkte als ärztlicher Direktor des Bezirkskrankenhauses Brandenburg an der Havel und war Chefarzt der Frauenklinik. 1951/52 war er Mitglied der SED-Kreisleitung Brandenburg. Von September 1961 bis März 1968  fungierte Großmann als Erster Vorsitzender des Zentralvorstandes der Gewerkschaft Gesundheitswesen im FDGB.